# Gymnopternus obscurus
Gymnopternus obscurus är en tvåvingeart som först beskrevs av Thomas Say 1823.  Gymnopternus obscurus ingår i släktet Gymnopternus och familjen styltflugor.
Artens utbredningsområde är Pennsylvania. Inga underarter finns listade i Catalogue of Life.